# Ipoides loranthae
Ipoides loranthae är en insektsart som beskrevs av Evans 1939. Ipoides loranthae ingår i släktet Ipoides och familjen dvärgstritar. Inga underarter finns listade i Catalogue of Life.